# Winkling
Winkling je naselje v Občini Šentpavel v Labotski dolini v Okraju Volšperk na Koroškem v Avstriji.